# Juan Ramón Corpas
Juan Ramón Corpas Mauleón (Estella, 16 de diciembre de 1952) es un médico y escritor español, columnista literario en varios rotativos, como en Diario de Navarra, El País y otras publicaciones.
Ha sido cofundador, director y colaborador de la revista literaria de la revista Elgacena, Río Arga, y diversas revistas jacobeas. 
Fue también uno de los cofundadores del Ateneo Navarro, siendo el primer vocal de Literatura y Lingüística, miembro del Consejo Navarro de Cultura, ocupó el cargo de director general de Cultura (Institución Príncipe de Viana) del Gobierno de Navarra así como la Consejería de Cultura y Turismo de Navarra desde 2003 hasta 2011.

## Biografía
Licenciado en Medicina por la Universidad de Navarra, ejerce como médico internista en Pamplona, en el Servicio Navarro de Salud.
Es columnista de Diario de Navarra y colaborador en diversas publicaciones literarias como Elgacena, que codirigió en sus primeros números, y Río Arga, de la que formó parte del Consejo de Redacción y fue director.
Gran conocedor del Camino de Santiago, son varios trabajos en este ámbito que han obtenido reconocimiento a través de diversos premios. Fue miembro de la Fundación “Misterio de Obanos” y formó parte del Consejo Navarro de Cultura, órgano consultivo del Gobierno de Navarra para la política cultural y artística y Consejo Jacobeo.
En su trayectoria política reseñar que entre 1975-1982 fue un militante del Partido Comunista de España, de línea eurocomunista. En cambio, entre 1999-2003 fue director general de Cultura (Institución Príncipe de Viana) del Gobierno de Navarra y entre 2003-2011, Consejero de Cultura y Turismo en legislaturas gobernadas por Unión del Pueblo Navarro.

## Obras

### Poesía
En 1976 publica el libro Poemas (Pamplona, Caja de Ahorros de Navarra), al que sigue Ardilla del árbol de mis sueños, poemario incluido en Tres poetas navarros (Estella, 1980), junto a Francisco Javier Irazoki y Ángel de Miguel Martínez. En estos primeros poemas el tema central es el amor ensalzado en una apelación constante a los elementos naturales —a decir de Ángel Raimundo Fernández— y donde «la ausencia de rima deja paso de ritmo sosegado, cuasi salmódico bien logrado en este y en sus siguientes libros», buscando diferenciarse de sus fuentes de partida: Bécquer, Juan Ramón o Pedro Salinas.
En 1983 publica Monosílabos de amor y agua (Pamplona, Caja de Ahorros Municipal), Premio Arga de Poesía 1982, de versos esenciales y de aire popular: «el título nos predispone a bucear en la íntima relación entre el amor y el agua, cuyas presencias visten un gran número de poemas».
En 1986 se edita Planetario y humano (Estella, 1986), accésit del V Premio Esquío de Poesía, dedicado a Irene, su mujer, y a Teresa, su hija. En esta obra distingue, en palabras de Tomás Yerro, «el tema del amor, los motivos de agua y el sueño, así como la tendencia a la poesía breve en algunos textos, la total ausencia de rima, las imágenes de origen rural y la delicadeza en el decir...» (Tomás Yerro, 1990). En esta obra se amplían claramente sus preocupaciones intelectuales y se alargan los poemas, que adquieren también un tono más meditativo.
Le sigue el poemario Diván del daño y de la llama, Premio Oliver Belmas 1988 (Murcia, 1990), en la que se advierten de nuevo diferentes preocupaciones temáticas, desde la paternidad a la dicotomía amor/desamor o las meditaciones de índole existencial. Son los suyos mensajes de iniciación espiritual, casi místicos. Su núcleo matriz -dirá Yerro- se nutre "en logrado sincretismo de tres corrientes culturales místicas: la Alquimia (Cristianismo), la Cábala (Judaísmo) y el Sufismo (Islam), a las que añade no pocas referencias y alusiones esotéricas y masónicas. Corpas se sirve de estas fuentes, casi todas ellas inscritas en la tradición cultural hispánica medieval, por partida doble: de un lado, erige en protagonistas de varios poemas a personajes míticos orientales provenientes de tales herencias; de otro, utiliza textos sagrados de dichos credos religiosos en un sugestivo procedimiento de intertextualidad" (Tomás Yerro, 1991). A.R. Fernández añadirá que Corpas se sirve de la alquimia y el ocultismo para hablar de la soledad y el paso del tiempo, el olvido y el desaliento (A.R. Fernández, 2002). El léxico se ha enriquecido enormemente volviéndose a veces impenetrable, y se puebla de arabismos, paralelismos y anáforas. A juicio de Charo Fuentes y Tomás Yerro, destaca la preocupación amorosa, la desazón existencial por el paso del tiempo, la amistad, la naturaleza y el sueño o la curiosidad histórica por los temas medievales. Se advierte además mayor refinamiento y exquisitez, y la preferencia por pocos pero muy musicales versos, al estilo de los haikus japoneses o de las composiciones cordobesas y judías medievales de cuyas lecturas se nutre el autor (Ben Guzmán, Ibn al-Jatib, Yehuda Halevi...). Su voz es un murmullo bien trabajado, hondo, cálido y vibrante (Fuentes y Yerro, 1988).
Corpas ha sido incluido en varias antologías poéticas, ha participado en múltiples programas de difusión de la poesía, en jurados de premios locales, regionales y nacionales, en recitales individuales y colectivos, así como en numerosas experiencias docentes.

### Narrativa
En 1985 obtiene el Premio de Relato Breve "Ciudad de Guadalajara" y gana, asimismo, el Premio "Ciudad de Irún" con El Vino del virrey (San Sebastián, Caja de Ahorros Provincial de Guipúzcoa, 1986), relato en el que ofrece una lograda ambientación histórica del enfrentamiento entre los bandos navarros de agramonteses y beaumonteses, marco que le sirve de escenario para narrar la historia de Vespasiano de Gonzaga, duque de Travieto, quien volará el castillo de Estella. La tarea será vengada por el abad del Monasterio de Irache, Miguel de Uxanavilla, quien envenenará al duque con el vino del padre copero.
A medio camino entre el ensayo histórico y la narración literaria, aparecen luego varios glosarios: 
- Arteta 100 años (Pamplona, Mancomunidad de Aguas de la Comarca de Pamplona, 1995);
- Postales de Pamplona (Pamplona, Caja de Ahorros Municipal de Pamplona, 1996), sobre una colección de postales de Javier Soria y Miguel Echagüe;
- Del Crismón, antecedentes, orígenes, coincidentes y otras alucinaciones, dentro del libro colectivo Crismones (Estella, ed. Instituto Príncipe de Viana y Museo Gustavo de Maeztu, 1997), en el que vuelven a reunirse Corpas, Irazoki y de Miguel, y al que incorpora comentarios en prosa sobre la «iniciación», el yin y yang, las mandalas, la corona, la esvástica, el lauburu, el crismón, el laberinto y otros símbolos.

Aunque nunca abandona del todo el relato (varios de ellos continúan apareciendo en revistas literarias, gastronómicas o enológicas), sólo en 2001 vuelve a publicar de nuevo una colección de doce cuentos ambientados en el pasado e incluidos en el libro Fábulas (Valencia, Pre-textos, 2001; Museo Gustavo de Maeztu, 2001), cuya intención no es tanto recrear sucesos históricos como poner de manifiesto lo nebuloso que es el pasado y lo poco fiables que pueden llegar a ser las versiones que de él se transmiten. A juicio de Martín Nogales, estos relatos participan de la historia, pero también del juego literario y de la literatura apócrifa, apoyándose en manuscritos y testimonios de otros autores que funcionan como fuentes meramente literarias, al estilo de Borges o Italo Calvino. (Martín Nogales, 2002).

### Ensayo e investigación
Corpas acomete además una serie de ensayos que van de la investigación histórica a la literatura de viajes, género al que pertenecen títulos como:
- Cambios de la conducta sexual masculina en las sociedades desarrolladas (Retorno al mito talmúdico de Lilith), (Madrid, Ed. Lab. Serono, 1988).
- Camino de Santiago (Pamplona, Departamento de Industria, Comercio y Turismo, 1990).
- Pamplona (Pamplona, Ed. Dep. Turismo, Gobierno de Navarra.1990).
- Pirineos (Pamplona, Ed. Dep. Turismo, Gobierno de Navarra, 1990).
- "Corrientes y huellas artísticas y literarias en el Camino de Santiago" y "Leyendas jacobeas en Navarra", en el libro colectivo Camino de Santiago (Pamplona, Ed. C.A.M.P., 1991).
- Guía de Navarra (Madrid, El País-Aguilar, 1991, 1993 y 1996).
- Curiosidades del Camino de Santiago (Madrid, El País-Aguilar. 1992, 3 Ediciones), guía donde se cuentan fábulas, leyendas e historias curiosas relacionadas con la ruta jacobea, y que le hace merecedor del Premio "Camino de Santiago Leonés" 1992, concedido por la Diputación de León, Ayuntamiento de Astorga y Onda Cero Radio.
- Un sorprendente juego de espejos en el Camino de Santiago: Eunate, Olcoz, Bains, Estella, Le Puy-en Velay (Pamplona, Departamento de Educación y Cultura, 1993).
- Tres ensayos jacobeos (Pamplona, Ayuntamiento de Pamplona, 1993).
- La enfermedad y el arte de curar en el Camino de Santiago entre los siglos X y XVI (Santiago de Compostela, Dirección General de Promoción del Camino de Santiago, 1994), que le vale el Premio "Xacobeo-93".
- Curiosidades de Navarra (Madrid, El País Aguilar, 1996).
- Visita Navarra (León, Ed. Everest, 1999).

### Teatro
- En 1982 escribió la obra teatral Duguna, estrenada en Pamplona en 1983 e interpretada por la compañía pamplonesa "El Lebrel Blanco" que fundara Valentín Redín Flamarique.
- También ha redactado los textos del espectáculo teatral "Gurea - Lo nuestro", estrenado en Estella, el 30 de noviembre de 1996, por el taller de teatro Kilkarrak.[13]

### Guiones de vídeo
Es autor, asimismo, de diversos textos y guiones para videos. En este campo colaboró con las producciones: 
- Nuestra agua, (Pamplona, vídeo institucional para la Mancomunidad de la Comarca de Pamplona, 1990);
- Diez crónicas del Camino (Pamplona, Ayuntamiento de Pamplona, 1991);
- Pamplona y los Sanfermines (Pamplona, Fase III, 1992);
- Diez crónicas del Camino (Pamplona, Ayuntamiento de Pamplona, 1992);
- Navarra y los Sanfermines (Navarra, Fase-3, 1992);
- El Parlamento de Navarra (Navarra, Parlamento de Navarra, 1992);
- Artesanía en Navarra, (Pamplona, Gobierno de Navarra, 1993); y
- Catedral de Pamplona (Pamplona, Gobierno de Navarra, 1994).

## Premios y reconocimientos
- Monosílabos de amor y agua, Pamplona, Caja de Ahorros Municipal de Pamplona, 1983. Premio Arga de Poesía 1982.
- Planetario y humano (Estella, 1986), accésit del V Premio Esquío de Poesía.
- En 1985 obtiene el Premio de cuentos Ciudad de Irún y el Premio de Relato Breve "Ciudad de Guadalajara".[14]
- Diván del daño y de la llama (Murcia, 1990). Premio Oliver Belmas 1988.
- El Vino del virrey, San Sebastián, Caja de Ahorros Provincial de Guipúzcoa, 1986. Premio "Ciudad de Irún".[15]
- Curiosidades del Camino de Santiago (Madrid, 1992). Premio "Camino de Santiago Leonés" 1992, concedido por la Diputación de León, Ayuntamiento de Astorga y Onda Cero Radio.
- La enfermedad y el arte de curar en el Camino de Santiago entre los siglos X y XVI, Santiago de Compostela, 1994. Premio "Xacobeo-93".